# 翼はいらない
「翼はいらない」（つばさはいらない）は、日本の女性アイドルグループ・AKB48の楽曲。作詞は秋元康、作曲は若田部誠。2016年6月1日にAKB48のメジャー44作目のシングルとしてキングレコードから発売された。楽曲のセンターポジションは向井地美音が務めた。

## 背景とリリース
前作『君はメロディー』から約3か月ぶりのリリースで、2016年のシングル第2弾。
楽曲のシングル盤は、「Type A」の「初回限定盤」、「Type A」の「通常盤」、「Type B」の「初回限定盤」、「Type B」の「通常盤」、「Type C」の「初回限定盤」、「Type C」の「通常盤」、そして「劇場盤」の7形態で発売された。CDには『AKB48 45thシングル 選抜総選挙』の投票券が封入される。
選抜メンバーの人数は当時として過去2番目に多い32人。加藤美南（NGT48）、後藤楽々（SKE48）、須藤凜々花（NMB48）、高倉萌香（NGT48）、樋渡結依、山田菜々美の6人が、選抜メンバーとして初参加。選抜復帰のメンバーは11人で、武藤十夢が、2015年8月発売の41stシングル『ハロウィン・ナイト』以来、約10か月（3作）ぶり、大島涼花、岡田奈々、川本紗矢、北川綾巴、小嶋真子、兒玉遥、高橋朱里の7人が、2015年5月発売の40thシングル『僕たちは戦わない』以来、約1年1か月（4作）ぶり、白間美瑠が、2014年11月発売の38thシングル『希望的リフレイン』以来、約1年8か月（6作）ぶり、大家志津香が、2013年12月発売の34thシングル『鈴懸の木の道で「君の微笑みを夢に見る」と言ってしまったら僕たちの関係はどう変わってしまうのか、僕なりに何日か考えた上でのやや気恥ずかしい結論のようなもの』以来、約2年半（10作）ぶり、宮崎美穂が、2011年5月発売の21stシングル『Everyday、カチューシャ』以来、約5年1か月（23作）ぶりの選抜入りとなった。前作の選抜メンバーのうち、2016年4月に卒業した高橋みなみと宮澤佐江の2人以外の現役メンバーは全員引き続き選抜入りしている。
なお、選抜初参加のメンバーうち、後藤楽々を除く5人にとっては、本作が最初で最後のAKB48のシングル選抜入り表題曲となった。
また、大島涼花と北川綾巴の2人にとっても、本作が最後のAKB48のシングル選抜入り表題曲となった。
選抜メンバーは、握手会の舞台裏で一人ずつ呼ばれ、スタッフから「44枚目シングル選抜メンバーです。おめでとうございます」と書かれた紙を渡され、選抜メンバーであることが告げられた。向井地美音には併せてセンターであることが告げられたが、向井地は同じことを皆に伝えるという趣旨のドッキリに違いないと思い、一週間程は信じていなかった。
表題曲「翼はいらない」は、フォークソング調の楽曲である。宗像明将によれば、赤い鳥の「翼をください」を連想させるタイトルになっており、臼井孝によると、ザ・ワイルドワンズの「想い出の渚」やペドロ&カプリシャスのヒット曲「五番街のマリーへ」のような「昭和40年代」を想わせるメロディーとなっている。ダンス・パフォーマンスは、セットの真ん中にベンチを置き、周りでフォークダンス風の振り付けで踊るというものになっている。
2016年5月27日に『ミュージックステーション』（テレビ朝日）でテレビ初披露された。2016年6月11日放送の『AKB48 SHOW!』（NHK BSプレミアム）ではフルサイズで披露された。

## アートワーク
| Type A（初回限定盤） | 岡田奈々、木﨑ゆりあ、小嶋陽菜、宮脇咲良、向井地美音       |
| Type B（初回限定盤） | 柏木由紀、指原莉乃、島崎遥香、峯岸みなみ、横山由依         |
| Type C（初回限定盤） | 入山杏奈、加藤玲奈、北原里英、松井珠理奈、山本彩、渡辺麻友 |
| Type A（通常盤）     | 岡田奈々、木﨑ゆりあ、小嶋陽菜、宮脇咲良、向井地美音       |
| Type B（通常盤）     | 柏木由紀、指原莉乃、島崎遥香、峯岸みなみ、横山由依         |
| Type C（通常盤）     | 入山杏奈、加藤玲奈、北原里英、松井珠理奈、山本彩、渡辺麻友 |
| 劇場盤               | 柏木由紀、指原莉乃、向井地美音、山本彩、渡辺麻友           |

## チャート成績
『翼はいらない』のシングルCDは、2016年6月13日付のオリコン週間CDシングルランキングで初登場1位を獲得した。オリコン週間CDシングルランキングにおけるAKB48の1位獲得は31作連続、通算31作目となった。初週売上は144万1000枚を記録し、ミリオンセラーを達成した。AKB48のシングルのミリオンセラー達成は25作連続、通算26作目となった。2016年6月13日付のBillboard JAPAN Hot 100では初週売上241万7000枚を記録し、ダブルミリオンを達成した。2016年6月度のオリコン月間CDシングルランキングでは推定売上151万3753枚を記録し、月間1位を獲得した。ビルボード・ジャパン・ミュージック・アワードの2016年年間チャートではJapan Hot 100と年間シングルセールスの2部門で年間1位を獲得している。

## ミュージック・ビデオ
翼はいらない
表題曲「翼はいらない」のミュージック・ビデオは、時代設定を1972年とする学生運動が盛んな大学を舞台にした青春ドラマ仕立てになっており、学生抗議集会で曲を歌っている。同じ下宿に住み、同じ大学に通う主人公の4人を山本彩、柏木由紀、渡辺麻友、向井地美音が演じ、もがき、苦しみ、ぶつかり合う。その他に上條恒彦、小木茂光、笠原秀幸、桜田通が出演している。曲調は1970年代のフォークソングをモチーフにしており、映像のなかには学生運動、銭湯、ダイヤル式公衆電話、国鉄色183系特急「あずさ」、純喫茶などが登場する。レジーによれば、このミュージック・ビデオで登場する学生運動は、同時期に発売された欅坂46の1stシングル「サイレントマジョリティー」を連想させる。Type CのDVDには6分弱のフルバージョンと、より詳細なストーリー映像を加えた約12分の完全版が収録されている。なお、選抜メンバーのうち加藤玲奈は体調不良により、撮影には参加していない。監督は馬場康夫が担当した。

## メディアでの使用
翼はいらない
Amazonプライム・ビデオ ドラマ『AKB48総選挙スキャンダル アキバ文書』の主題歌。
夢へのルート
朝日新聞社・朝日放送『バーチャル高校野球』のCMソング。
鹿児島テレビ『かごニュー』2016年6月度エンディングテーマ曲。
君はどこにいる?
BSスカパー! 連続ドラマ『ひぐらしのなく頃に』の主題歌。
BSスカパー! 連続ドラマ『ひぐらしのなく頃に 解』の主題歌。

## シングル収録トラック

### Type A
「初回限定盤」と「通常盤」の2種類が存在するが、収録トラックは同一である。
| #         | タイトル                                   | 作詞      | 作曲         | 編曲         | 時間  |
| --------- | ------------------------------------------ | --------- | ------------ | ------------ | ----- |
| 1.        | 「翼はいらない」                           | 秋元康    | 若田部誠     | 若田部誠     | 4:35  |
| 2.        | 「Set me free」(Team A)                    | 秋元康    | 井上ヨシマサ | 井上ヨシマサ | 3:29  |
| 3.        | 「恋をすると馬鹿を見る」(Team B)           | 秋元康    | ツキダタダシ | ツキダタダシ | 4:21  |
| 4.        | 「翼はいらない（off vocal ver.）」         |           | 若田部誠     | 若田部誠     | 4:35  |
| 5.        | 「Set me free（off vocal ver.）」          |           | 井上ヨシマサ | 井上ヨシマサ | 3:29  |
| 6.        | 「恋をすると馬鹿を見る（off vocal ver.）」 |           | ツキダタダシ | ツキダタダシ | 4:20  |
| 合計時間: | 合計時間:                                  | 合計時間: | 合計時間:    | 合計時間:    | 24:49 |

| #  | タイトル                                     | 作詞 | 作曲・編曲 | 監督     | 時間 |
| -- | -------------------------------------------- | ---- | ---------- | -------- | ---- |
| 1. | 「翼はいらない」                             |      |            | 馬場康夫 | 5:46 |
| 2. | 「Set me free」                              |      |            | 井上哲央 | 3:36 |
| 3. | 「恋をすると馬鹿を見る」                     |      |            | 土屋隆俊 | 5:51 |
| 4. | 「中西智代梨ブスシリーズ「ブスの想い出。」」 |      |            |          |      |

### Type B
「初回限定盤」と「通常盤」の2種類が存在するが、収録トラックは同一である。
| #         | タイトル                           | 作詞      | 作曲         | 編曲         | 時間  |
| --------- | ---------------------------------- | --------- | ------------ | ------------ | ----- |
| 1.        | 「翼はいらない」                   | 秋元康    | 若田部誠     | 若田部誠     | 4:35  |
| 2.        | 「Set me free」(Team A)            | 秋元康    | 井上ヨシマサ | 井上ヨシマサ | 3:29  |
| 3.        | 「考える人」(Team 4)               | 秋元康    | 板垣祐介     | 板垣祐介     | 3:53  |
| 4.        | 「翼はいらない（off vocal ver.）」 |           | 若田部誠     | 若田部誠     | 4:35  |
| 5.        | 「Set me free（off vocal ver.）」  |           | 井上ヨシマサ | 井上ヨシマサ | 3:29  |
| 6.        | 「考える人（off vocal ver.）」     |           | 板垣祐介     | 板垣祐介     | 3:51  |
| 合計時間: | 合計時間:                          | 合計時間: | 合計時間:    | 合計時間:    | 23:52 |

| #  | タイトル                                                               | 作詞 | 作曲・編曲 | 監督     | 時間 |
| -- | ---------------------------------------------------------------------- | ---- | ---------- | -------- | ---- |
| 1. | 「翼はいらない」                                                       |      |            | 馬場康夫 | 5:46 |
| 2. | 「Set me free」                                                        |      |            | 井上哲央 | 3:36 |
| 3. | 「考える人」                                                           |      |            | 中村太洸 | 4:26 |
| 4. | 「祝 高橋みなみ卒業 "148.5cmの見た夢" in 横浜スタジアム ダイジェスト」 |      |            |          |      |

### Type C
「初回限定盤」と「通常盤」の2種類が存在するが、収録トラックは同一である。
| #         | タイトル                                   | 作詞      | 作曲      | 編曲           | 時間  |
| --------- | ------------------------------------------ | --------- | --------- | -------------- | ----- |
| 1.        | 「翼はいらない」                           | 秋元康    | 若田部誠  | 若田部誠       | 4:35  |
| 2.        | 「哀愁のトランペッター」(Team K)           | 秋元康    | 和田耕平  | 和田耕平       | 4:17  |
| 3.        | 「夢へのルート」(Team 8)                   | 秋元康    | 外山大輔  | 野中“まさ”雄一 | 4:00  |
| 4.        | 「翼はいらない（off vocal ver.）」         |           | 若田部誠  | 若田部誠       | 4:35  |
| 5.        | 「哀愁のトランペッター（off vocal ver.）」 |           | 和田耕平  | 和田耕平       | 4:17  |
| 6.        | 「夢へのルート（off vocal ver.）」         |           | 外山大輔  | 野中“まさ”雄一 | 3:58  |
| 合計時間: | 合計時間:                                  | 合計時間: | 合計時間: | 合計時間:      | 25:42 |

| #  | タイトル                  | 作詞 | 作曲・編曲 | 監督     | 時間 |
| -- | ------------------------- | ---- | ---------- | -------- | ---- |
| 1. | 「翼はいらない」          |      |            | 馬場康夫 | 5:46 |
| 2. | 「哀愁のトランペッター」  |      |            | 三石直和 | 4:31 |
| 3. | 「夢へのルート」          |      |            | 中村太洸 | 4:49 |
| 4. | 「翼はいらない -完全版-」 |      |            | 馬場康夫 |      |

### 劇場盤
| #         | タイトル                                   | 作詞      | 作曲       | 編曲      | 時間  |
| --------- | ------------------------------------------ | --------- | ---------- | --------- | ----- |
| 1.        | 「翼はいらない」                           | 秋元康    | 若田部誠   | 若田部誠  | 4:35  |
| 2.        | 「哀愁のトランペッター」(Team K)           | 秋元康    | 和田耕平   | 和田耕平  | 4:17  |
| 3.        | 「君はどこにいる?」(NGT48)                 | 秋元康    | 伊藤心太郎 | 若田部誠  | 4:21  |
| 4.        | 「翼はいらない（off vocal ver.）」         |           | 若田部誠   | 若田部誠  | 4:35  |
| 5.        | 「哀愁のトランペッター（off vocal ver.）」 |           | 和田耕平   | 和田耕平  | 4:17  |
| 6.        | 「君はどこにいる?（off vocal ver.）」      |           | 伊藤心太郎 | 若田部誠  | 4:20  |
| 合計時間: | 合計時間:                                  | 合計時間: | 合計時間:  | 合計時間: | 26:25 |

## 選抜メンバー
☆はメディア選抜。
- 入山杏奈☆
- 大島涼花
- 大家志津香
- 岡田奈々☆
- 柏木由紀☆ [注釈 4]
- 加藤美南 [注釈 5]
- 加藤玲奈☆
- 川本紗矢
- 木﨑ゆりあ☆
- 北川綾巴 [注釈 6]
- 北原里英☆ [注釈 5]
- 小嶋陽菜☆
- 小嶋真子
- 兒玉遥 [注釈 7]
- 後藤楽々 [注釈 8]
- 指原莉乃☆ [注釈 9]
- 島崎遥香☆
- 白間美瑠 [注釈 10]
- 須藤凜々花 [注釈 11]
- 高倉萌香 [注釈 5]
- 高橋朱里
- 樋渡結依
- 松井珠理奈☆ [注釈 8]
- 峯岸みなみ☆
- 宮崎美穂
- 宮脇咲良☆ [注釈 7]
- 向井地美音☆
- 武藤十夢☆
- 山田菜々美
- 山本彩☆ [注釈 11]
- 横山由依☆
- 渡辺麻友☆

渡辺美優紀も選抜メンバー入りする予定だったが、自身のTwitterで辞退していたことを明かした。